# さわりさ
さわりさ（2003年12月8日 - ）は、日本のシンガーソングライター、元アイドル、元ジュニアアイドル。女性アイドルグループ・Lily of the valleyの元メンバー。大阪府出身。バンビーナ所属。アイドル時代の芸名は沢村りさ。

## 略歴
2015年
- 10月19日、アイドルプロジェクト「いもうとシスターズ」に関西4期生として加入[2]。

2016年
- 9月10に初のソロBlu-ray&DVD『天真爛漫』、11月25日に『天真爛漫part2』を続けてリリース[3][4]。

2017年
- 5月31日、自身のオフィシャルブログ「すべりさの日常」を開設[5]。
- 9月22日、自身の個人Twitterを開設[6]。

2018年
- 8月1日、グループの公式Twitter上にてLily of the valleyの結成告知が行われ、同月3日、2人目のメンバーとして発表された[7][8]。
- 10月14日、大阪HMV&BOOKS SHINSAIBASHIにてデビューライブを開催[9]。
- 12月7日、自身の個人Instagramを開設[10]。

2019年
- 11月9日に初の写真集『Merry More!』、12月14日にその本編となる『VERY MERRY MORE!!!』を発売[11][12]。

2022年
- 3月31日発売の週刊ヤングジャンプの『サキドルエースSURVIVAL』企画に参加、水着グラビアを掲載[13]。
- 6月15日、TOKYO IDOL FESTIVAL 2022 ソロ企画 「うたチャン2022」への参加を発表[14]。ミクチャにて配信を行う。
- 11月8日、Lily of the valleyからの卒業を発表[15]。
- 12月10日、恵比寿CreAtoでの主催公演をもってグループを卒業[16]。卒業後も事務所には引き続き所属し、活動を行っている[16]。

2023年
- 2月3日、ファンからの公募と協議の結果アーティスト名を「さわりさ」に改名することを発表[17]。
- 3月1日、OIKOS MUSICより初のオリジナル曲「すきになっちゃいけないから、」をリリース[18]。
- 8月2日、2nd Digital Single 「八月二日」リリース[19]。

2024年
- 1月1日、配信アプリ「ColorSing」での配信を開始する[20]。

## 人物
- 愛称は「まりも」。中学1年生の頃に仕事で着ていた緑のモコモコの服をスタッフから「まりもみたいだね」と言われ、それから自分で「まりも」と言い続けていたところ、ファンや周囲からも「まりも」と呼ばれるようになった[21]。

- SNSの投稿に愛称である「まりも」のような絵文字を使っているが実際には「まりも」の絵文字はなく、まりもに似た「微生物」の絵文字を代わりに使っている。

- すべりキャラとして知られ、ライブなどでは「神MC」と言われる[22]。自身はそのキャラについて「すべりさなので仕方ないです」と名前をもじって述べているほか、自身のオフィシャルブログのタイトルを「すべりさの日常」と題している[23][24]。

- 姉がいる[25]。
- ソロになってからの単独イベントを「さわりさ村」と銘打ち、自身をさわりさ村の「村長」、ファンを「村民」と呼んでいる[26]。
- ソロデビューしてから天王寺出身であることが公表された[27]。

### 嗜好
- 趣味は漫画を読むこと[28]。きっかけとなった漫画は『流れ星レンズ』で、「りさ」という名前も同作品の主人公「花籠凜咲（はなかごりさ）」が由来となった[29]。少年漫画、少女漫画に限らず読み、自身のTwitter上で「#沢村りさの好んだ漫画たち」と題した漫画の感想を連載している[28][29]。主な好きな漫画は『キングダム』、『またあした』、『東京喰種』[30][31][28]。

- 好きなキャラクターはキキララ、スヌーピー[32]。好きなブランドは『dazzlin』、『WEGO』[32]。好きな食べ物は塩タン、たこ焼き、チョコレート[32]。好きな色はオフホワイト[32]。好きなドラマは『相棒』[32]。好きなアニメは『暁のヨナ』、『神様はじめました』、『ONE PIECE』、『進撃の巨人』[31]。

- 憧れの人物は大原櫻子[28]。

### 特技
- 特技は歌、ギター[33]。歌は中学生のころからボイストレーニングを習っていた[34]。ギターも中学2年生のころから習い始め、自身の生誕祭時にアコースティック・ギターの演奏を披露したこともある[35][28]。

- 小学生のころからそろばんを習っており、暗算が得意[1][36]。

- 中学生のころは吹奏楽部に所属していた[25]。担当楽器はクラリネット[25]。

### Lily of the valley
- その歌唱力の高さから、リリバリの「歌担当」と評されていた[34]。グループの公式YouTubeでは、自身の歌ってみた動画を投稿している[37]。

- センター曲に『オレンジ』がある[38]。
- 担当カラーは緑。

- 2022年12月10日の主演公演をもって卒業した[39]。

## 作品

### 配信楽曲
さわりさの所属するOIKOS MUSICでは楽曲の配信だけでなくOIKOSという楽曲の権利の一部の販売を行っている。
- すきになっちゃいけないから、（2023年3月1日配信開始/OIKOS発売、2023年3月4日Official Lyric Video公開 [41]）

　　作詞・作曲:さわりさ/コバヤシ ユウジ/宮田'レフティ'リョウ
- すきになっちゃいけないから、Acoustic ver.　（2023年3月1日配信開始、2023年3月31日OIKOS発売）

　　作詞・作曲:さわりさ/コバヤシ ユウジ/宮田'レフティ'リョウ
- 八月二日（2023年8月2日配信開始/OIKOS発売、2023年8月11日Official Lyric Video公開[42]）

　　作詞:さわりさ/コバヤシ ユウジ、作曲:コバヤシ ユウジ/宮田'レフティ'リョウ

### DVD・BD
- フレッシュアイドル SHOW CASE 美少女ツアー2016 vol.01 Blu-ray&DVD（2016年3月25日、アイマックス）
- フレッシュアイドル SHOW CASE 美少女ツアー2016 vol.02 Blu-ray&DVD（2016年4月25日、アイマックス）
- フレッシュアイドル SHOW CASE 美少女ツアー2016 vol.03 Blu-ray&DVD（2016年5月25日、アイマックス）
- フェイスマテリアル2 Blu-ray版（2016年8月25日、アイマックス）
- 天真爛漫 沢村りさ（2016年9月10日、アイマックス）
- 天真爛漫 沢村りさ Part2（2016年11月25日、アイマックス）
- フレッシュアイドル SHOW CASE 美少女ツアー2016 vol.07 Blu-ray&DVD（2016年12月20日、アイマックス）
- フレッシュアイドル SHOW CASE 美少女ツアー2016 vol.09 Blu-ray&DVD

## 書籍

### 写真集
- 『Merry More!』（2019年11月9日、アイドルヴィレッジ） - ミニフォトブック[11]。
- 『VERY MERRY MORE!!!』（2019年12月14日、アイドルヴィレッジ） - フォトブック[12]。
- 『髪は短し 恋せよ乙女』（2021年4月16日、二見書房）[43]

### 雑誌
- IDOL FILE Vol.16 BIKINI（2019年6月28日、シンコーミュージック・エンタテイメント）[44]
- 別冊IDOL FILE MONOTONE CLASSY IDOL Vol.02（2019年10月11日、シンコーミュージック・エンタテイメント）[45]
- アイドルヴィレッジ2020年1月号（2019年11月30日、アイドルヴィレッジ）[46]

- IDOL FILE Vol.18 BIKINI（2020年8月28日、シンコーミュージック・エンタテイメント）[47]
- 週刊ヤングジャンプNo.18 特大号(2022年3月31日、集英社)[13]

## ライブ・イベント

### 生誕・卒業公演（Lily of the valley在籍時）
- 宮丸くるみ、沢村りさ生誕祭（2018年12月9日、青山RizM）
- 沢村りさ生誕祭～スーパーマリモブラザーズ～（2019年12月14日、恵比寿CreAto）
- 沢村りさ生誕祭～すべりの呼吸 拾漆ノ型～（2020年12月6日、恵比寿CreAto）
- Lily of the valley Presents 沢村りさ生誕祭 MARIMONOGATARI（2021年12月9日、渋谷DESEO）
- 沢村りさ卒業公演（2022年12月10日、恵比寿CreAto）

### イベント・参加ライブ
- さわりさ村～集まれ！村民大募集～ (2023年3月9日、四谷・Live Bar Grotto)
- 第2回！さわりさ村〜GW！春の昭和歌謡ファン祭り〜 (2023年4月29日、四谷・Live Bar Grotto)
- OIKOS Music Lounge Vol.2 (2023年4月29日、四谷・Live Bar Grotto)
- 路上ライブ(2023年6月24日、渋谷ハチ公前)
- HUG ROCK FESTIVAL 2023 ハグの日 (2023年8月9日、渋谷・eggman)
- GOT OIKOS GET LIVE VOL.2 (2023年8月30日、代官山UNIT)
- さわりさ単独ミニライブ (2023年9月18日、東京ポートシティ竹芝　ポートホール前スペース)
- 竹芝 ストリートミュージック powered by OIKOS MUSIC (2023年9月18日、東京ポートシティ竹芝　ポートホール前スペース)
- Gift For Fans (2023年10月21日、池袋としま区民センター 小ホール)
- HRSガールズコレクション (2023年11月22日、大塚MEETS)
- 第3回‼︎さわりさ村 〜First Live At 20 Yearsold SP〜 (2023年12月10日、新中野配信スタジオ)
- HRSガールズコレクション (2023年12月18日、大塚MEETS)
- さわりさアーティスト活動1周年記念 昭和歌謡スペシャルイベント「昭和しか勝たん」(2024年3月2日、代々木・昭和歌謡居酒屋UFO)
- 昭和歌謡スペシャルイベント「昭和しか勝たん」 (2024年4月28日、代々木・昭和歌謡居酒屋UFO)
- 結芽乃 1st full album 【I AM YUMENO】release live 《JUMP UP》in OSAKA (2024年6月29日、心斎橋・歌う魚)

### 路上ライブツアー
- さわりさ真夏の路上ライブツアー東京編① (2023年8月2,3,4,5,6,8日、渋谷ハチ公前)
- さわりさ真夏の路上ライブツアー大阪編(2023年8月11日、天王寺近鉄駅前/8月12日、近鉄特急大阪難波駅前/8月13日、なんば高島屋前)
- さわりさ真夏の路上ライブツアー東京編② (2023年8月23,25,26,27日、渋谷ハチ公前)
- STREET LIVE TOUR SEPTEMBER 2023 (2023年9月15,16,17日、渋谷ハチ公前/9月23日、近鉄特急難波駅前/9月24日、梅田歩道橋)
- STREET LIVE TOUR OCTOBER 2023 (2023年10月1,29日、梅田歩道橋/10月15,18日、渋谷ハチ公前/10月20日、新宿バスタ前)
- 11月路上ライブ (2023年11月3,4,11,12日、梅田歩道橋/20日、新宿バスタ前/21日、宮下パーク下/23日、JR川崎駅東口前)

## 出演

### TV
- ＃ジューダイ(Eテレ)[1]

### 広告
- ふだんプレミアム VR(パナソニック)[1]

### イベント
- 京都キッズコレクション2016[1]

### Web
- [髪は短し 恋せよ乙女｜Short Hair Fan Club] -連載- ショートヘアな、まりもちゃん。 ---沢村りさ(Lily of the valley)×青山裕企---vol.1～9[48]
- [髪は短し 恋せよ乙女｜Short Hair Fan Club] 毎日ショートヘア｜2021.4.22｜沢村りさ｜写真集発売記念特集 #8～11[49]
- YouTube「ヌマトーク」#24（.yell Liveで配信されたもののアーカイブ）[50]

### さわりさ名義
- 公式アーティストページ - OIKOS MUSIC
- さわりさ (@lisa20031208) - X（旧Twitter）
- さわりさ (@lisa20031208) - Threads
- さわりさ (@lisa20031208) - Instagram
- さわりさ (@lisa20031208) - TikTok
- さわりさ - YouTubeチャンネル

### 沢村りさ名義
- 公式プロフィール - バンビーナ
- 公式プロフィール - いもうとシスターズ オフィシャルサイト
- 公式プロフィール - Lily of the valley
- 沢村りさオフィシャルブログ「すべりさの日常」 - Ameba Blog
- 沢村りさ | いもうとシスターズオフィシャルブログ - Ameba Blog
- 沢村りさの歌ってみた【一発録り】 - YouTubeプレイリスト
- 沢村りさ「りさの部屋。」 - SHOWROOM
- 沢村りさ（リリバリ） -  ミクチャ